# 1995 AN
1995 AN är en asteroid i huvudbältet som upptäcktes 1 januari 1995 av den amerikanske astronomen Timothy B. Spahr vid Catalina Station.
Asteroiden har en diameter på ungefär 4 kilometer och den tillhör asteroidgruppen Hungaria.